# 义海风云
《义海风云》（英語：A Fight to the Justice）为中国电视剧，由黄日华、王菁华、常戎、六小龄童等主演。

## 演员
- 黄日华 饰 韦岸天
- 常戎 饰 洪大海
- 王菁华 饰 卓　嘉
- 六小龄童 饰 李正平
- 余迪安 饰 李剑英
- 叶丽仪 饰 何丽云
- 张　璐 饰 郭　慧